# Caréliens
Cet article concerne le peuple carélien. Pour la langue carélienne, voir Carélien.
Les Caréliens (en carélien : karjalaižet) sont un peuple finnois de la Baltique d'Europe du Nord parlant une langue finno-ougrienne appelée finnois oriental en Finlande et carélien en Russie. Dans les chroniques de Novgorod ils sont désignés par les Russes sous le nom de Korela parfois francisé en Corèles ou Carèles. 
En Finlande, les Caréliens sont luthériens et vivent habituellement dans les régions de Savonie, de Carélie du Nord et de Carélie du Sud. En Russie, les Caréliens sont orthodoxes et vivent surtout en république de Carélie où ils forment 7,4 % de la population (majoritairement russe ou russifiée). On trouve aussi des minorités caréliennes dans les oblast de Novgorod et de Tver, certains Caréliens ayant émigré dans ces régions après la guerre russo-suédoise de 1656-1658,.

## Histoire

### Premières mentions
Les plus anciennes mentions écrites des Caréliens et de la Carélie se trouvent dans les sources scandinaves, sagas et chroniques comme la Saga des Skjöldungar ou le Sögubrot où leurs terres sont évoquées sous le nom de Karjalabotn ou Kirjalabotnar ou Kirjaland, ce qui signifie que la Carélie et les Caréliens étaient connus des Vikings dès le VIIe siècle. Ils sont également mentionnés dans les Chroniques d'Eric (en). Une partie des Chroniques décrit un raid carèle sur la ville de Sigtuna en 1187 (voir Pillage de Sigtuna (en)). Le pillage de cette ville ainsi que d'autres raids caréliens sur la Suède sont la principale raison invoquée pour la fondation de Stockholm. La première mention des Carèles dans les chroniques russes date de 1143, quand les chroniques de Novgorod relatent leur raid contre Häme.
Les Carèles ont aidé les Russes de Novgorod dans leur guerre contre les Estoniens. Selon certains historiens, pendant la première moitié du XIVe siècle, il existait une principauté de Carélie organisée par Novgorod pour contrôler ses frontières septentrionales. Jusqu'au début du XVIIe siècle, la principale ville des Caréliens était Korela. Le territoire des Caréliens a longtemps été le théâtre de guerres entre la Suède et la Rus' de Kiev, puis la république de Novgorod, la grande-principauté de Moscou et le tsarat de Russie.

### Sous contrôle russe

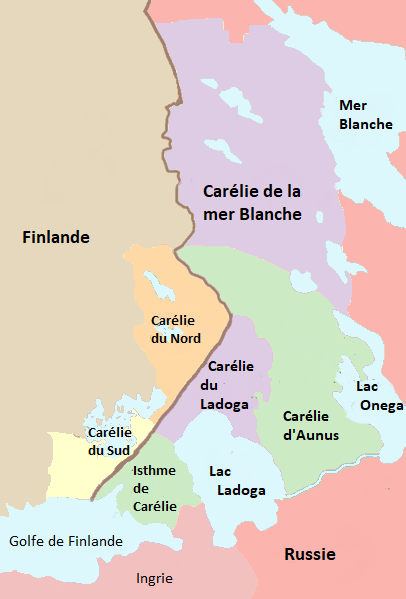
Régions historiques de Carélie.

Les guerres russo-suédoises ont entrainé une redéfinition des frontières, et une partie des territoires caréliens s'est retrouvée sous le contrôle de la Suède. Les Caréliens sous contrôle novgorodien s'étaient convertis au christianisme orthodoxe, ceux sous contrôle suédois au catholicisme, puis au luthéranisme. Après la signature du traité de Plussa en 1583 et du traité de Stolbovo en 1617, les terres autour du lac Ladoga et de l'embouchure de la Neva revinrent à la Suède, et certaines populations locales de Caréliens orthodoxes furent déplacées dans la région de Tver (à Likhoslavl, Bejetsk, Maksatikha (en) et Vessiegonsk). Cela mena à une division des Caréliens en trois groupes : le plus important se situait dans la région de Tver, le second en Carélie, sur les terres encore sous contrôle russe, et le troisième sur le territoire du comté de Kexholm, sous contrôle suédois. Après la grande guerre du Nord, la frontière séparant les Caréliens au nord disparaît, mais le transfert de la province de Viipuri au grand-duché de Finlande la rétablit.
En 1897, on dénombrait environ 208 000 Caréliens sujets de l'Empire russe indiquaiant comme langue maternelle le carélien, dont deux tiers dans le grand-duché de Finlande (alors russe) dans les gouvernements de Kuopio et de Viipuri, et un tiers dans les gouvernements russes de Péterbourg, Novgorod, Olonets et Arkhangelsk.

### Période soviétique
Le 8 juin 1920, un décret du Comité exécutif central de toute la Russie (en) forma la Commune de travail carélienne (ru) en réunissant des régions caréliennes du gouvernement d'Olonets et du gouvernement d'Arkhangelsk, qui constitue de nos jours la république de Carélie. Pendant la période de l'expédition en Russie septentrionale, plusieurs gouvernements caréliens non reconnus ont existé au Nord du gouvernement d'Olonets :
- du 21 juillet 1919 au 18 mai 1920 : gouvernement nord-carélien ;
- du 19 mars 1920 à 1922 : république d'Ukhta (en).

Le 14 octobre 1920, est signé le Traité de Tartu, traité de paix entre la Finlande et la Russie soviétique.
La Finlande reconnaît l'appartenance de la plus grande partie de la Carélie à la Russie ; en échange, elle obtient la Petchenga, hors des limites de l'ancien grand-duché, qui lui donne un petit accès à la mer de Barents. Il est toutefois stipulé que les Russes auront le droit d'y transiter librement. La partie russe devint la république socialiste soviétique autonome de Carélie, couloir de premier plan entre Saint-Pétersbourg et Mourmansk dont la valeur stratégique augmente avec le percement du canal de la mer Blanche.
Après avoir obtenu des bases dans les pays baltes à l'automne 1939, Staline entame en octobre des négociations avec la Finlande en vue d'acquérir des avantages similaires comme :
- la cession de la base de Hanko (à la pointe sud-ouest de la Finlande, au sud de Turku) ;
- la cession des îles finlandaises du golfe de Finlande, des îles Åland et l'isthme de Carélie, au nord de Léningrad ; la nouvelle frontière serait en outre démilitarisée, alors qu'elle était fortifiée par la ligne Mannerheim.

En échange, l'URSS renoncerait à intégrer la Finlande parmi ses républiques soviétiques fédérées, comme elle l'envisageait pour les pays baltes. La Finlande refuse catégoriquement de se soumettre aux exigences soviétiques et l'URSS déclenche la guerre d'Hiver le 30 octobre 1939, conformément au protocole secret du pacte germano-soviétique. Par le traité de Moscou du 12 mars 1940, suivant l'armistice, la Finlande cède à la Russie l'isthme de Carélie (Vyborg ou Viipuri, étant à l'époque la deuxième ville finlandaise) et, à bail pour trente ans, la presqu'île de Hanko. Avant la signature du traité les populations finlandaises et caréliennes de cette région furent presque toutes évacuées vers la Finlande (voir évacuation de la Carélie finlandaise).
Le 1er avril 1940, le pouvoir soviétique érige la république socialiste soviétique autonome de Carélie, agrandie d'une partie des territoires cédés par la Finlande (mais sans l'isthme de Carélie ni Viipuri) en République socialiste soviétique carélo-finnoise qui devient une république socialiste soviétique à part entière, séparée de la Russie au sein de l'URSS. Lorsque la Finlande récupéra l'isthme de Carélie pendant la guerre de Continuation, une partie de la population indigène revint occuper ses terres. En été 1944, lorsque l'isthme fut occupé par les troupes soviétiques (voir Opération de Vyborg (1944) (ru)), il fut à nouveau évacué.

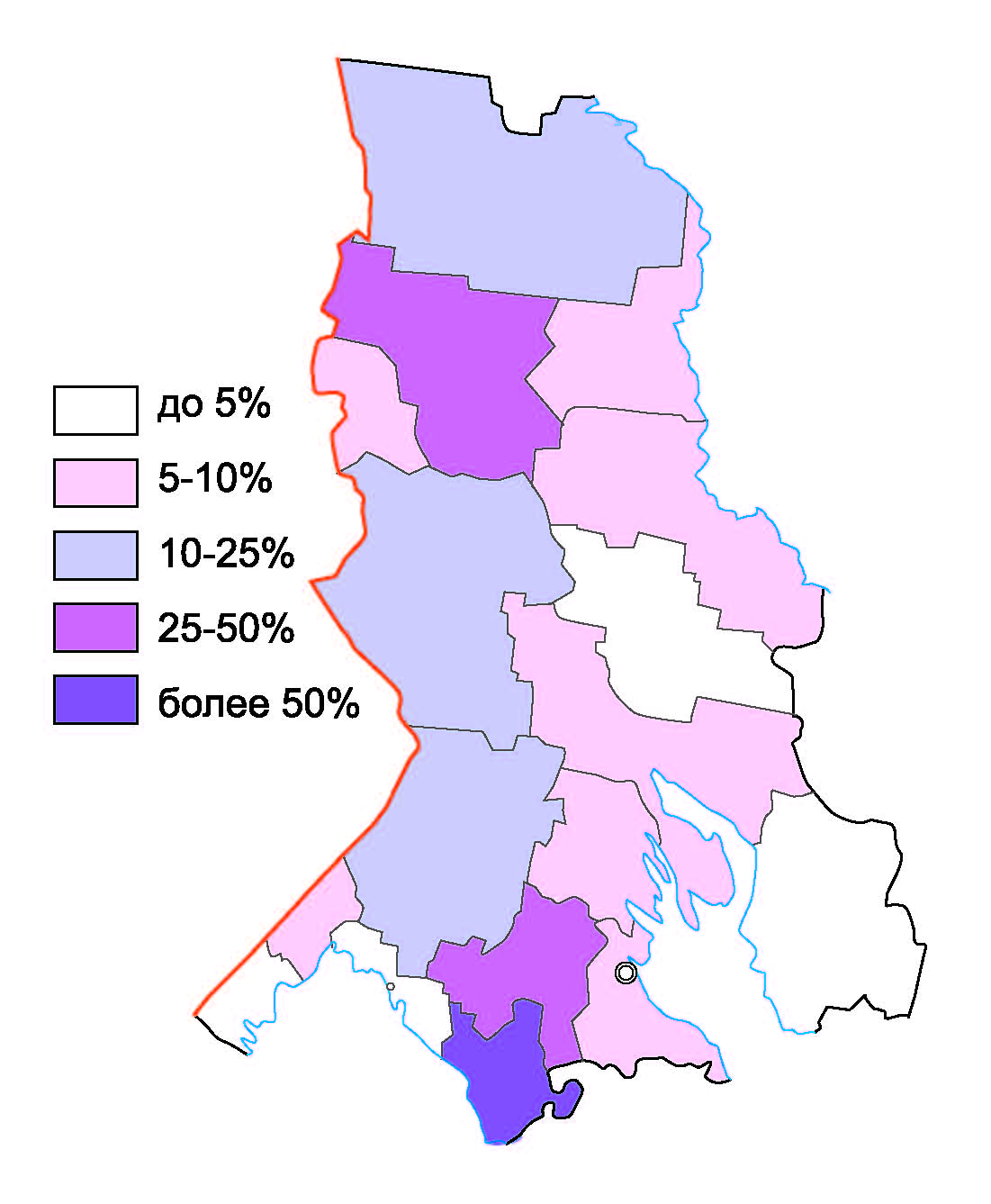
Proportion de Caréliens par régions en république de Carélie.

Après la guerre, la vague de déplacements de populations venant des oblasts centraux de la république socialiste fédérative soviétique de Russie, de Biélorussie et d'Ukraine a donné à la Carélie sa composition ethnique actuelle, à large majorité russe.

## Démographie
L'évolution du nombre de Caréliens dans ce qui, au fil du temps, a été l'Empire russe, puis l'Union soviétique, puis la fédération de Russie, est la suivante :
| Année      | 1897    | 1926    | 1939    | 1959    | 1970    | 1979    | 1989    | 2002   | 2010   |
| ---------- | ------- | ------- | ------- | ------- | ------- | ------- | ------- | ------ | ------ |
| Population | 208 101 | 248 120 | 252 716 | 167 278 | 146 081 | 138 429 | 130 929 | 93 344 | 60 815 |

## Culture
Les activités traditionnelles des Caréliens sont la chasse, la pêche, la cueillette, la culture de la terre, l'élevage, l'abattage et le charriage du bois. Les Caréliens du Nord pratiquaient également la renniculture. Par le passé, ils extrayaient aussi du minerai et avaient un savoir-faire métallurgique.
La nourriture des Caréliens était traditionnellement composée en grande partie de poisson et de produits laitiers ; le plat traditionnel est une tarte appelée kalitki (voir tarte carélienne). Les boissons alcoolisées y sont peu présentes.
Le travail du bois et de l'écorce de bouleau, la broderie et la poterie sont les activités artisanales traditionnelles des Caréliens.

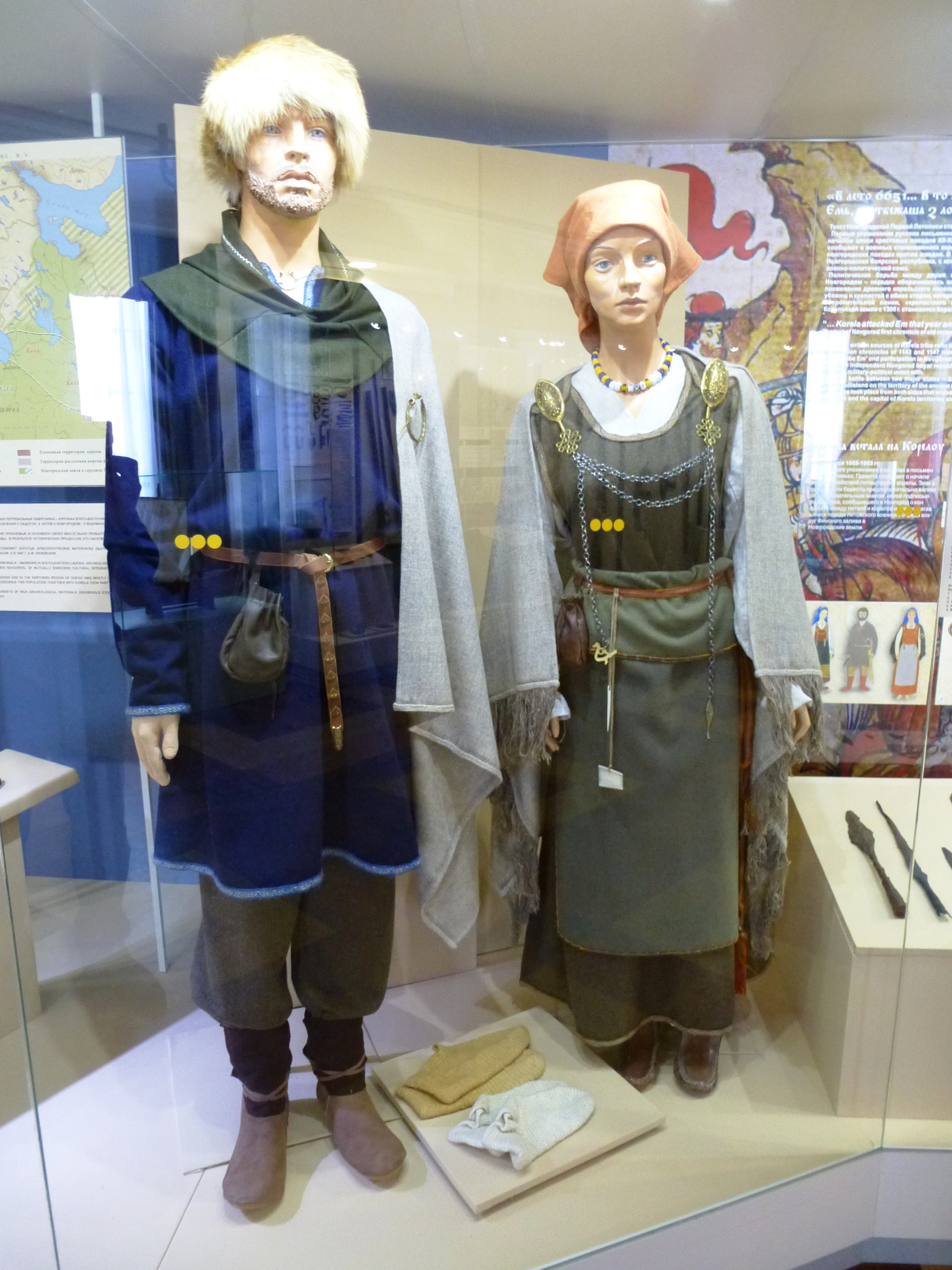
Reconstitution de costumes traditionnels caréliens.
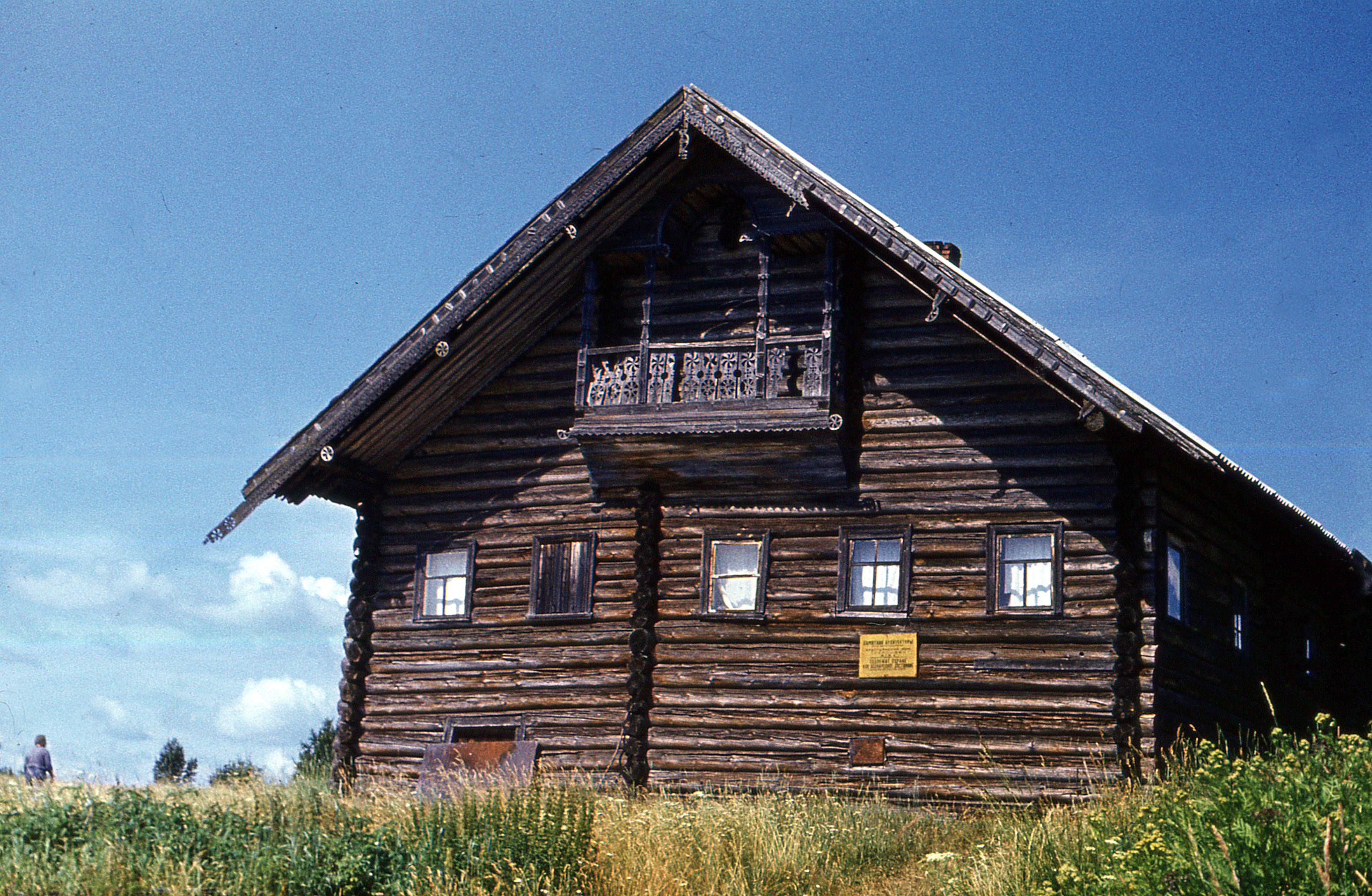
Isba carélienne.
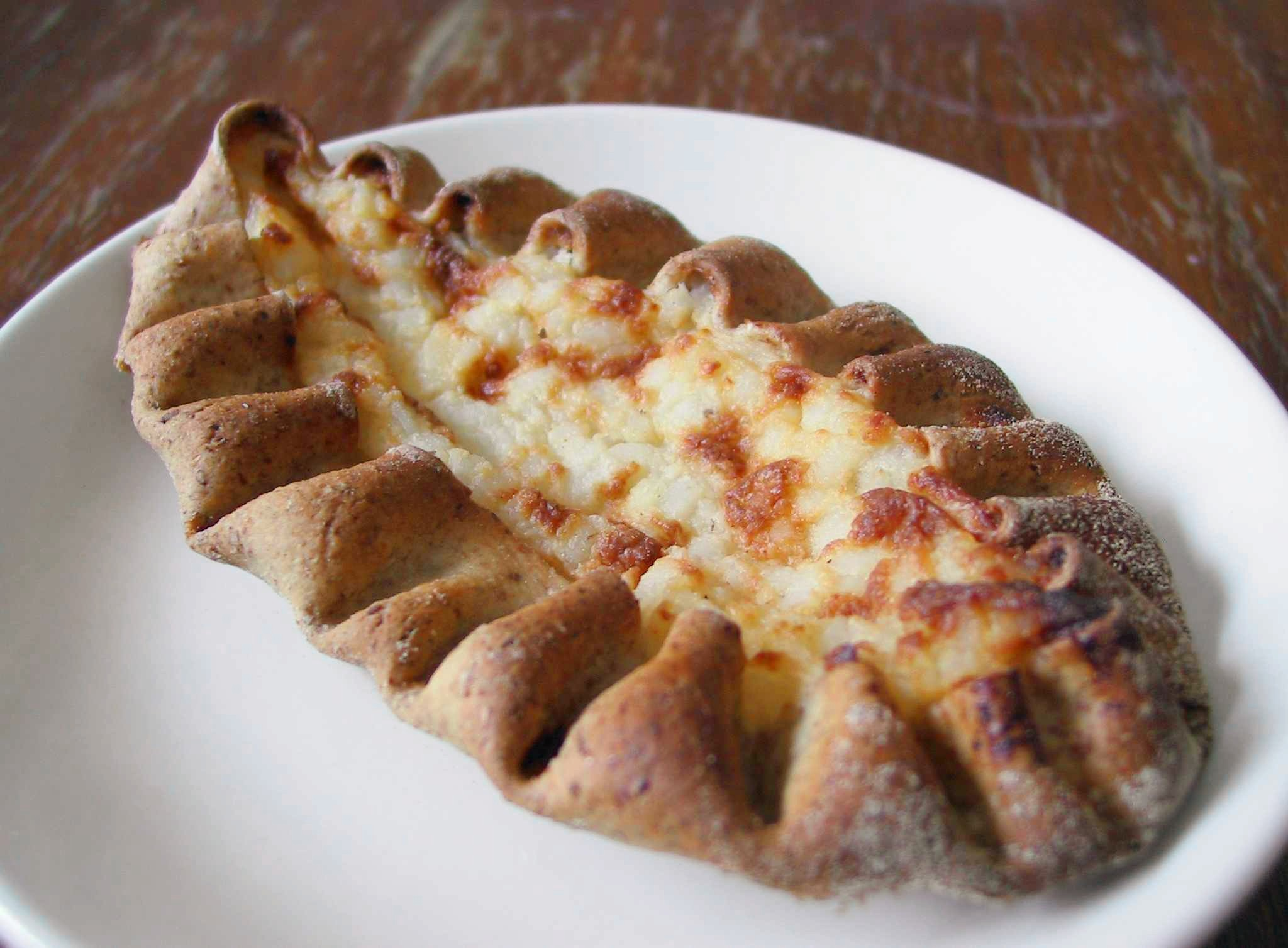
Kalitki.

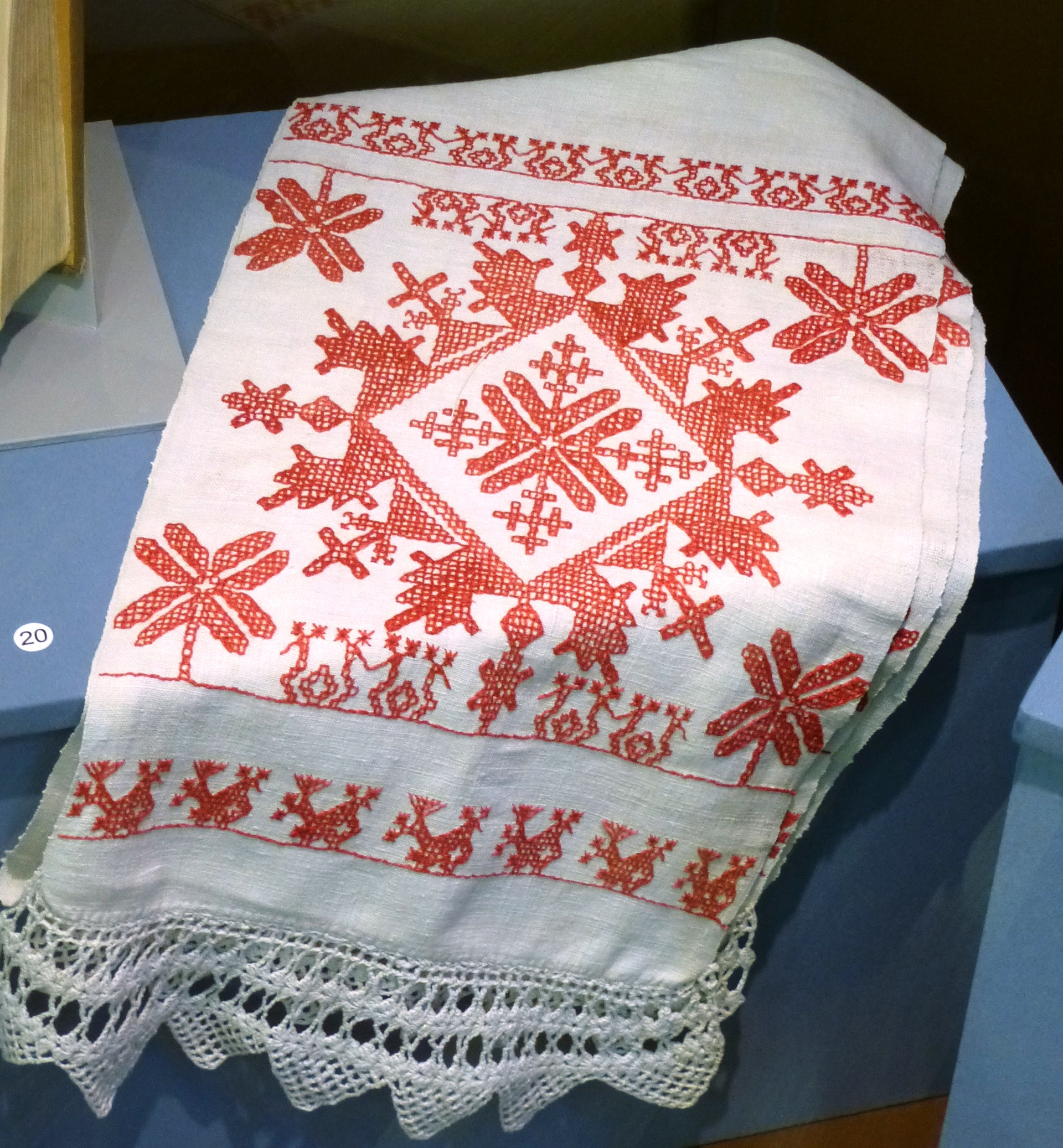
Broderie carélienne.
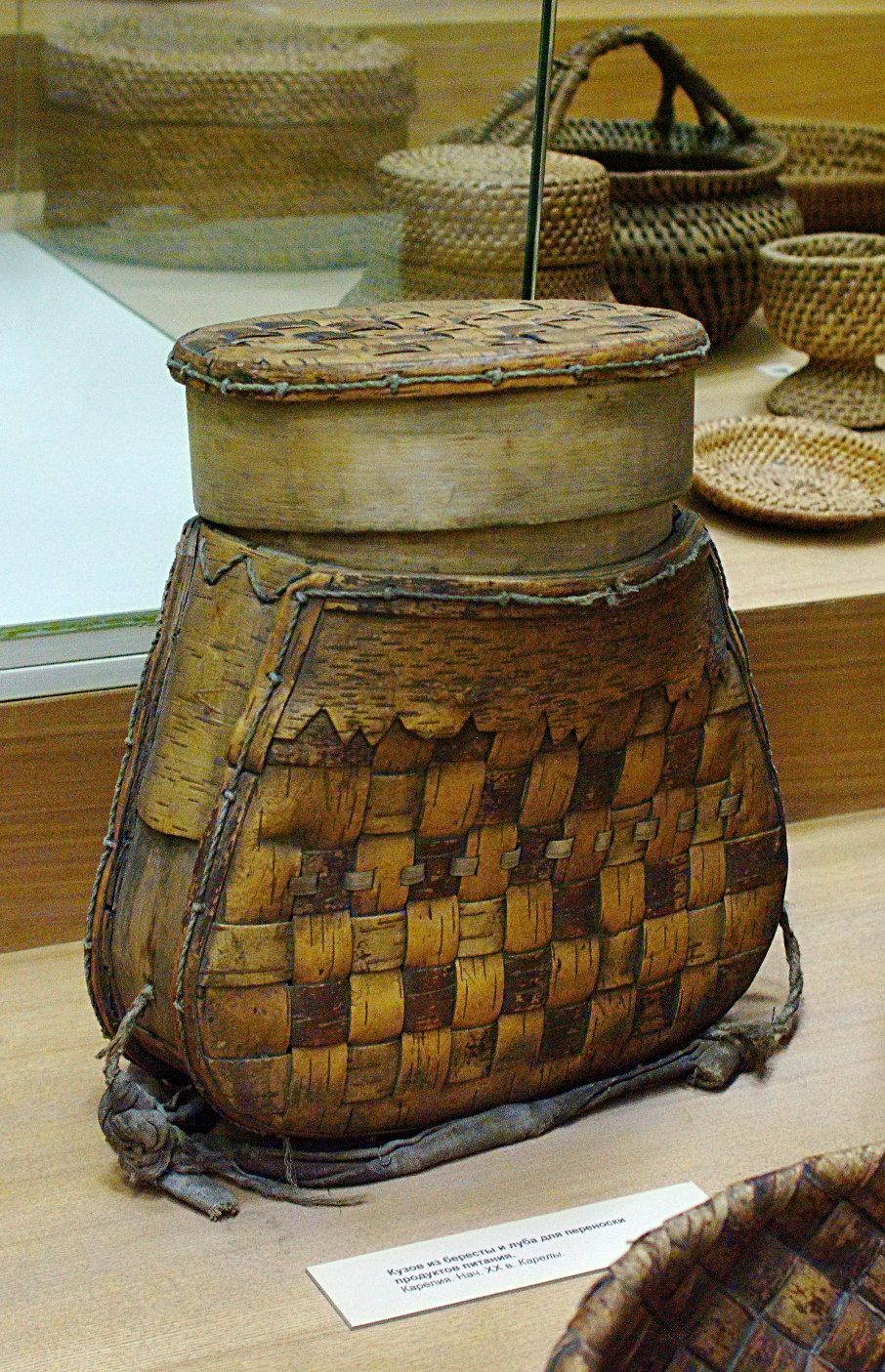
Récipient carélien entouré d'une protection en écorce de bouleau.
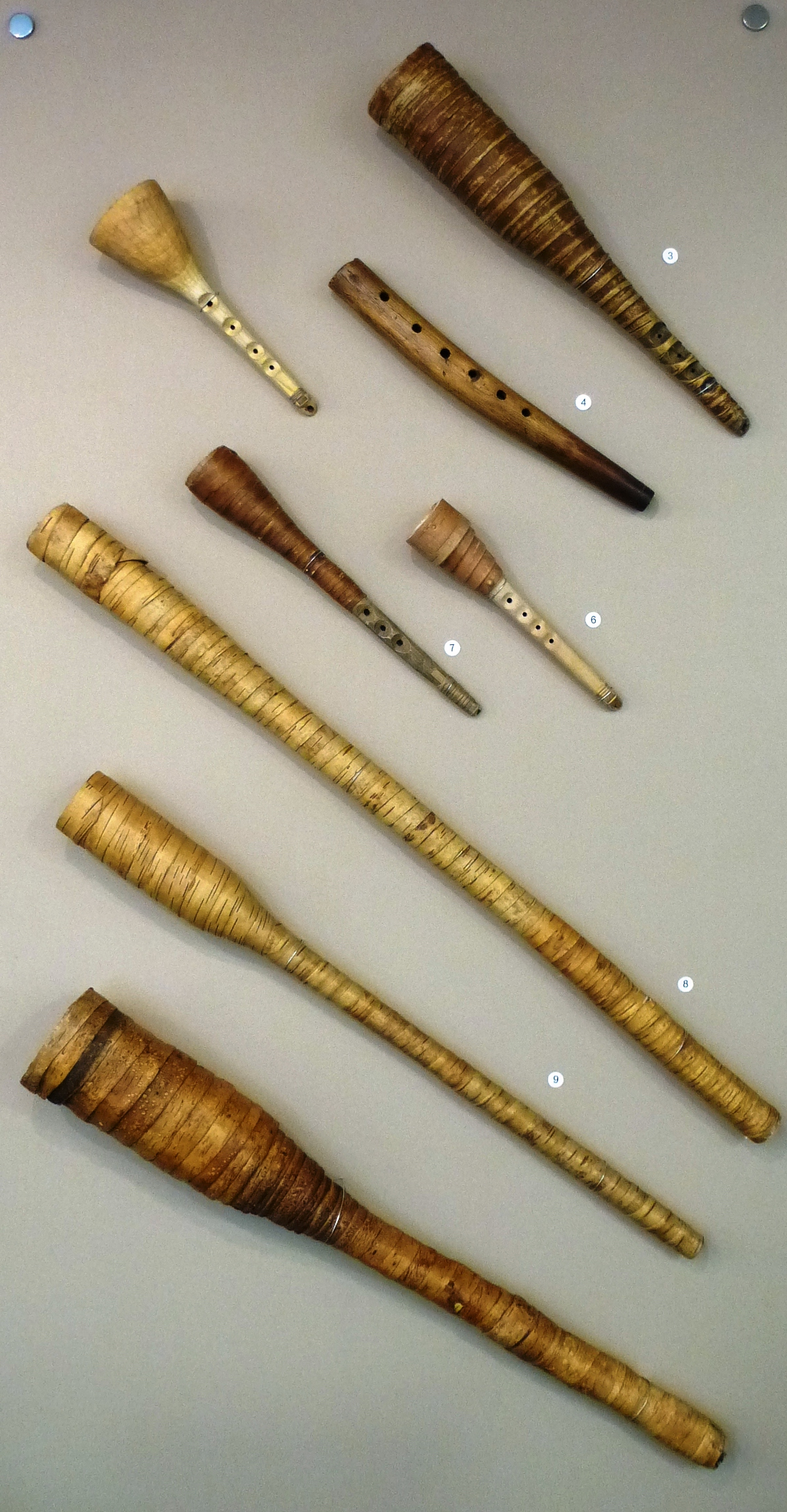
Pipeaux de pasteurs caréliens.

### Langue
Dans les années 1920, la politique d'indigénisation (korenizatsia) a mené à un développement important du carélien parmi les populations autochtones de Carélie ; cependant, après la fin des années 1930, la tendance s'inversa avec la politique de russification menée en URSS, ce qui mena à une perte progressive de l'identification du carélien comme langue maternelle par les Caréliens (le carélien était considéré comme langue maternelle par 95 % des Caréliens en 1939, 81 % en 1959 et 51,5 % en 1989). La république de Carélie a pour langue officielle le russe, mais a mis en place des programmes de mise en valeur du carélien.
Le carélien est très proche du finnois, et les linguistes finlandais le voient comme un dialecte du finnois bien que le carélien parlé en Carélie orientale soit généralement considéré comme une langue distincte,.
Le dialecte parlé en Carélie du Sud en Finlande appartient au groupe des dialectes du finnois du Sud-Est.
Le dialecte parlé dans l'isthme de Carélie avant la Seconde Guerre mondiale et le dialecte d'Ingrie appartiennent au même groupe linguistique.
Le dialecte parlé en Carélie du Nord est considéré comme un dialecte savo du finnois.

### Religion
Les Caréliens ont été christianisés en 1227 sous Iaroslav II de Vladimir. Les Caréliens chrétiens de Russie sont chrétiens orthodoxes, ceux de Finlande sont majoritairement luthériens.

### Fêtes
La vie carélienne est ponctuée de différentes fêtes d'une saison à l'autre :
- Tchacha Oukko au début de l'été ;
- Dien Kegri avant l'automne ;
- Ivanov Dien au milieu de l’été, fête pendant laquelle on allume de grands feux de nuit[17].

### Musique et danse
Les danses populaires sont assez variées : quadrilles, rondes, etc. L'une des particularités des chorégraphies caréliennes est que l'improvisation y est de mise.
Les instruments de musique traditionnels sont le kantele, le jouhikko et la cithare.

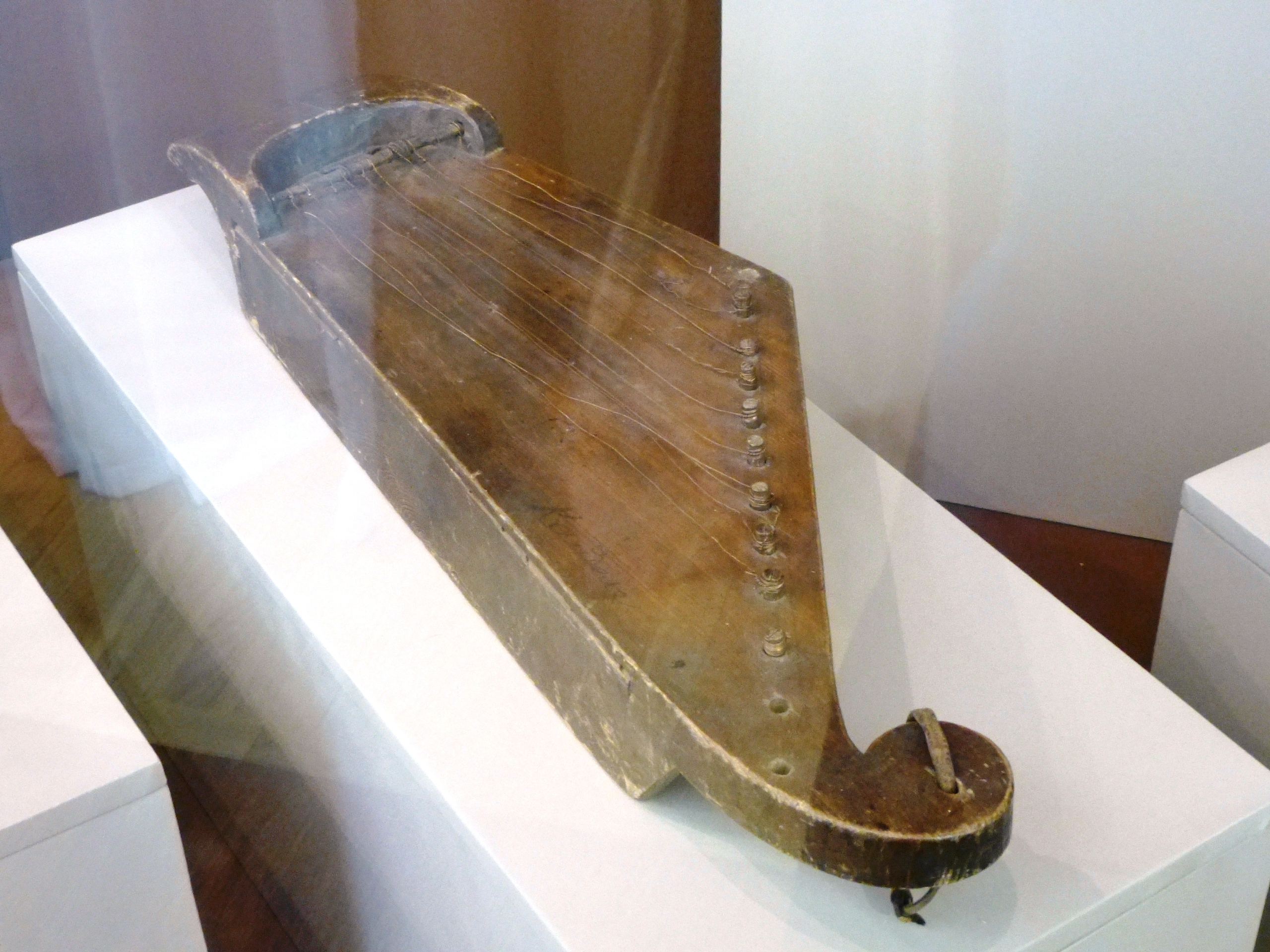
Kantele
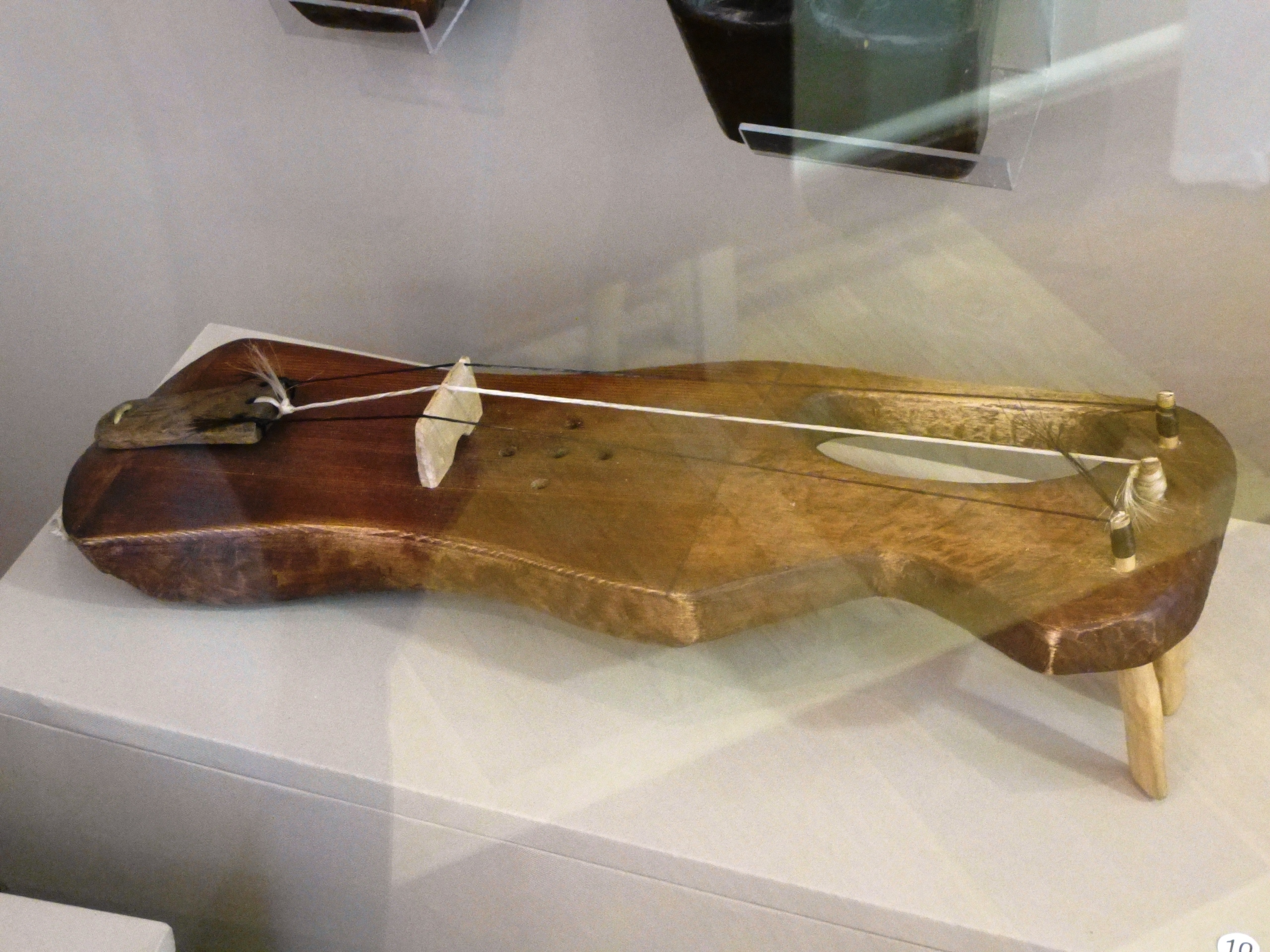
Jouhikko